# Bokator
Bokator, también llamado Labokkatao (en jemer: ល្បុក្កតោ), se refiere a un arte marcial camboyano, que dio origen al deporte de combate moderno, Pradal Serey, también conocido como Kun Khmer. Posiblemente el sistema de lucha más antiguo de Camboya, que data de hace unos 1000 años, es una tradición jemer poco conocida en todo el mundo.

## Historia

### Origen
Cuenta la leyenda que el origen se produjo cuando un granjero se adentró en la selva, armado únicamente con un pequeño cuchillo, cuando fue atacado por un león. El granjero inicialmente se ve dominado por la bestia, sin embargo, en un ataque de angustia, cuando el animal se prepara para devorarlo, el granjero lo patea en el área genital, matándolo instantáneamente. La traducción literal de  "bokator" en realidad significa "luchar como un león". 

### Persecución
Durante el gobierno de Pol Pot, varios practicantes profesionales fueron brutalmente asesinados.  Al igual que muchas otras artes marciales, fue probablemente desarrollado con el propósito de ser utilizado en conflictos militares, como una forma de establecer la defensa del guerrero cuando está desarmado en combate, y su supervivencia depende exclusivamente de su habilidad en el combate desarmado. 

## Estilo
Existen varias similitudes entre este tipo de combate y el Muay Boran de Tailandia, donde se dedica de forma idéntica al uso elaborado de técnicas con uso efectivo de codos y rodillas, piernas con patadas laterales donde se notan mínimas diferencias con el antiguo Muay Boran. Su posición defensiva es una de las características del Bokator, aunque es idéntica a la del Muay Boran. Una de las técnicas más conocidas es, por ejemplo, la combinación de un golpe de rodilla con salto con un golpe de codo descendente simultáneo. Las reglas permiten el combate en el suelo, sumisiones, patadas en la espinilla, ataques con codos y rodillas, manos, pies, piernas e incluso la cabeza.  En este arte marcial también se utilizan armas, como palos cortos de bambú. Sin embargo, cuando se utilizan armas, ambos oponentes deben estar en igualdad de condiciones. 
Los atletas todavía visten los uniformes de los antiguos ejércitos jemeres. El Krama (bufanda) se aplica a la cintura y cuerdas de seda azules y rojas, llamadas sangvar day, se colocan alrededor de la cabeza y los bíceps de los luchadores (idéntico a la tradición del Muay Thai que utiliza el prajied y el Mongkon. Antiguamente se decía que las cuerdas tenían el poder de aumentar la fuerza del atleta, sin embargo, hoy en día sólo se utilizan para perpetuar esta tradición. El Bokator se describe erróneamente como una variante del kickboxing moderno. Muchas de las técnicas utilizadas en este estilo de lucha se basan en los métodos de ataque de varios animales. 